# Caitlin Leverenz
Caitlin Leverenz (Tucson, 26 de fevereiro de 1991) é uma nadadora norte-americana.
Foi medalha de bronze nos 200 metros medley em Jogos Olímpicos de Londres 2012.